# Lucie Stropnická
Lucie Stropnická (* 27. září 1956 Praha) je česká scenáristka a textařka, dcera Zdeňka Borovce a Dagmar Borovcové. Byla dvakrát provdaná za Martina Stropnického, s nímž má tři děti, Matěje Stropnického, Annu Stropnickou a Františku Stropnickou. V současné době má opět své původní příjmení v nepřechýlené podobě (tedy Lucie Borovec).
Podílela se na muzikálu Kleopatra. Je autorkou textu k písním Zítra zapni rádio (Helena Vondráčková), Kluk sem kluk tam (Václav Neckář), Co na tom (Karel Gott) nebo Cesta je stále stejná (Iveta Bartošová).